# سیگنال موجود است
سیگنال موجود است مجموعه‌ای تلویزیونی به کارگردانی مهدی مظلومی، تهیه‌کنندگی مسعود فرخنده و نویسندگی امیر برادران ساخته سال ۱۳۹۳ است. این مجموعه تلویزیونی در ابتدا بنا بود از شبکه ۳ سیما پخش شود اما به دلیل اختلافات مابین تهیه‌کننده و مدیران سیما این مجموعه در قالب شبکه خانگی توزیع شد.
در اردیبهشت  ۱۳۹۶ پخش این مجموعه از شبکه نسیم آغاز شد.

## داستان فیلم
داستان این مجموعه تلویزیونی دربارهٔ جوانی به نام پرهام است که سودای خوانندگی در سر دارد اما در هیچ‌کدام از سبک‌های موسیقی به موفقیت دست پیدا نمی‌کند؛ بنابراین به تشویق دو تن از دوستان خود تصمیم می‌گیرد که برای خوانندگی به خارج از کشور سفر کند.

## بازیگران
- سیامک انصاری در نقش صبور، مدیر شبکه ماهواره‌ای
- مهران غفوریان دوست پرهام
- سید جواد رضویان
- علی ابوالحسنی
- سحر ولدبیگی
- لاله صبوری در نقش سوسن مادر پروین
- مرضیه صدرایی در نقش همسر صبور
- رضا نامی در نقش پرهام
- آناهیتا همتی در نقش دختر صبور
- محمود بصیری در نقش آبدارچی شرکت
- حامد وکیلی پدر پرهام
- امید روحانی در نقش دایی پرهام

## حواشی مجموعه تلویزیونی
نکته قابل تامل در پخش تلویزیونی این مجموعه حذف نام مهدی مظلومی از تیتراژ و قرار دادن نام مسعود فرخنده به عنوان کارگردان این مجموعه است.
مهدی مظلومی پس از همکاری با شبکهٔ ماهواره ای جم در تلویزیون ایران ممنوع الکار است.